# Baka
Baka je obec na Slovensku v okrese Dunajská Streda. V roce 2004 zde žilo 1120 obyvatel.

## Historie
První písemná zmínka o obci pochází z roku 1264. Baka byla v letech 1938 až 1945, na základě první vídeňské arbitráže, součástí Maďarska.